# Adolph Zukor Introduces Phonofilm
Adolph Zukor Introduces Phonofilm è un cortometraggio del 1923 diretto da J. Searle Dawley. Vi si illustra Il sistema inventato da Lee De Forest, un geniale scienziato che lavorò in ambito cinematografico anche come regista.

## Trama
Il produttore Adolph Zukor illustra il sistema De Forest Phonofilm che è stato impiegato per sonorizzare i film I pionieri e Bella Donna, distribuiti dalla Paramount Pictures.

## Produzione
Il film fu prodotto dalla Lee De Forest Films

## Distribuzione
Distribuito dalla Lee De Forest Films, il film uscì nelle sale cinematografiche USA nel 1923.